# Microsoft Excel
Microsoft Excel là chương trình xử lý bảng tính nằm trong bộ Microsoft Office của hãng phần mềm Microsoft được thiết kế để giúp ghi lại, trình bày các thông tin xử lý dưới dạng bảng, thực hiện tính toán và xây dựng các số liệu thống kê trực quan có trong bảng tính Excel. Cũng như các chương trình bảng tính Lotus 1-2-3, Quattro Pro... bảng tính của Excel cũng bao gồm nhiều ô được tạo bởi các dòng và cột, việc nhập dữ liệu và lập công thức tính toán trong Excel cũng có những điểm tương tự, tuy nhiên Excel có nhiều tính năng ưu việt và có giao diện rất thân thiện với người dùng.
Sức mạnh của Excel còn được các lập trình viên tích hợp vào các công cụ phân tích và tìm kiếm rất nhiều. Đặc biệt có thể kể đến là các công cụ liên quan đến Facebook. Với sự phát triển mạnh mẽ không ngừng của Facebook cũng như là quảng cáo trên Facebook thì việc lọc ra danh sách dựa theo các tiêu chí và xuất ra file Excel được rất nhiều người quan tâm. Không chỉ dừng lại ở đấy Excel còn được nhiều lập trình viên đánh giá là một công cụ tuyệt vời nhất. Cái mà toàn bộ những tính năng của nó không biết khi nào mới có thể tận dụng hết được. Và với mọi phần mềm khác khi xuất ra bất kỳ file để đánh giá thì Excel chính là lựa chọn hàng đầu bởi hiệu quả mà nó mang lại.

## Lịch sử
Trước đây, Microsoft đã giới thiệu một phần mềm bảng tính được gọi là Multiplan vào năm 1982, phần mềm rất được phổ biến trên hệ điều hành CP/M, nhưng trên MS-DOS thì nó đã không còn được như vậy. Điều đó đã thúc đẩy sự phát triển 1 chương trình bảng tính mới mang tên Excel với khẩu hiệu "'do everything 1-2-3 does and do it better'" (làm mọi thứ (Lotus) 1-2-3 có thể làm và còn làm tốt hơn). Phiên bản đầu tiên của Excel được phát hành lần đầu tiên trên máy MAC năm 1985 và trên Windows (đánh số 2.0 xếp ngang hàng với MAC và được tích hợp với môi trường run-time của Windows) vào tháng 11 năm 1987. Lotus đã quá chậm trong việc phát hành 1-2-3 cho Windows và cho đến cuối năm 1988, Excel bắt đầu bán được nhiều hơn so với 1-2-3 và giúp Microsoft đạt được vị trí hãng phát triển phần mềm hàng đầu. Trung bình cứ 2 năm Microsoft lại ra mắt phiên bản mới của Excel 1 lần hoặc lâu hơn. Phiên bản gần đây nhất là Excel 2021.
Gần đây, Excel đã trở thành mục tiêu của một vụ kiện. Lý do là một công ty khác đã bán một gói phần mềm đã lấy tên "excel" trong công nghiệp tài chính trước đó. Kết quả của cuộc tranh cãi trên yêu cầu đối chiếu tất cà văn bản và hồ sơ pháp lý của phần mềm "Microsoft Excel". Tuy nhiên khi xử lý vụ việc này người ta đã lờ nó đi và Microsoft luôn xử lý vấn đề khi họ mua nhãn hiệu của chương trình khác. Microsoft cũng động viên người sử dụng ký tự XL như một cách viết tắt của chương trình. Trong khi tên của chương trình đang được tranh cãi thì biểu tượng của nó vẫn mặc định là chữ X màu xanh lá cây và phần mở rộng của Excel là .xls.
Excel cung cấp cho người sử dụng khá nhiều giao diện làm việc. Tuy nhiên, bản chất thì chúng đều giống nhau.
Excel là chương trình đầu tiên cho phép người sử dụng có thể thay đổi font, kiểu chữ hay hình dạng của bảng tính, excel cũng đồng thời gợi ý cho người sử dụng nhiều cách xử lý vấn đề thông minh hơn. Đặc biệt là excel có khả năng đồ thị rất tốt.
Lần đầu tiên xuất hiện trong gói Microsoft Office năm 1993. Microsoft Word và Microsoft PowerPoint đã có 1 giao diện khá giống với Excel.
Từ năm 1993, Excel đã bao gồm Visual Basic for Applications (viết tắt là VBA). Một ngôn ngữ lập trình dựa trên nền tảng của Visual Basic, nó đã được thêm vào giúp tự động hóa các công việc trong Excel và cho phép người dùng tạo ra những hàm tùy biến. VBA là một chương trình hữu ích, trong những phiên bản gần đây, nó đã bao gồm những môi trường phát triển tổng hợp (IDE). Chức năng ghi lại những đoạn macro có thể tạo ra những đoạn mã VBA cho những hành động có tính chất lặp lại của người sử dụng, cho phép những thao tác thông dụng được tự động hóa, VBA cho phép tạo ra bảng biểu và điều kiện bên trong bảng tính để trực tiếp giao thông với người sử dụng. Ngôn ngữ hỗ trợ sử dụng (nhưng không tạo ra), DLL ActiveX (COM), những phiên bản về sau tăng thêm sự hỗ trợ dành cho các module, cho phép sử dụng các công nghệ lập trình hướng đối tượng cơ bản.
Những hàm tự động được tạo ra bởi VBA đã giúp Excel trở thành một đối tượng cho những virus macro. Đây là một lỗi nghiêm trọng trong Office, cho đến khi những nhà sản xuất phần mềm chống virus bắt đầu phát hiện chúng. Microsoft đã có những biện pháp phòng ngừa những cách sử dụng sai trái bằng cách thêm vào các lựa chọn: Hoàn toàn bỏ đi tính năng macro, kích hoạt macro khi mở workbook hoặc là tin tưởng những macro được công nhận bởi một nguồn đáng tin.
Từ phiên bản 5.0 tới 9.0, Excel đã có những quả trứng phục sinh, mặc dù từ phiên bản 10 Microsoft đã có những tính toán để hạn chế thậm chí hoặc xóa bỏ hẳn những tính năng không được công bố trong các sản phẩm của họ.

## 4.Liên kết ngoài
- Website chính thức
- Tư liệu liên quan tới Microsoft Excel tại Wikimedia Commons